# Hypericum roraimense
Hypericum roraimense är en johannesörtsväxtart som beskrevs av Henry Allan Gleason. Hypericum roraimense ingår i släktet johannesörter, och familjen johannesörtsväxter. Inga underarter finns listade i Catalogue of Life.